# Judo aux Jeux paralympiques d'été de 2020
Navigation
Rio 2016 Paris 2024
La compétition de judo des Jeux paralympiques d'été de 2020 qui devait initialement se dérouler du 28 au 30 août 2020 au Nippon Budokan de Tokyo a été reportée à août 2021.
13 épreuves y sont organisées : 7 masculines et 6 féminines avec 138 athlètes prenant part aux épreuves. Aux Jeux paralympiques, le judo est disputé par des athlètes malvoyants ou atteint de cécité.

## Classification
Les judokas paralympiques sont classés dans trois catégories en fonction de leur handicap. Les athlètes des trois classes concours ensemble suivant les catégories de poids.
La classification des handicaps au judo est :
- B1 : athlètes atteints de cécité. Des règles spécifiques à leur handicap sont appliqués lors des épreuves.
- B2 : athlètes malvoyants qui ne perçoit que la lumière.
- B3 : athlètes malvoyants qui perçoit ce qu’un voyant peut discerner derrière un verre cathédrale épais ou ne possède qu’une vision tubulaire qui perturbe considérablement l’orientation spatiale.

Toutes les classes de vue s'affrontent ensemble et les masques pour les yeux ne sont pas utilisés.
Fin 2016, la Fédération Internationale de Judo a révisé ses règles pour raccourcir les matchs masculins d'une minute afin que ceux des deux sexes durent quatre minutes. De plus, les critères de jugement se limitaient à marquer uniquement à partir de l'ippon ou du waza-ari.

## Calendrier
|  | Jour de compétition |  | Jour de finale | 4 | Nombre de finales |

| Hommes | Hommes | Hommes | -60 kg -66 kg | -73 kg -81 kg | -90 kg -100 kg +100 kg |
| Femmes | Femmes | Femmes | -48 kg -52 kg | -57 kg -63 kg | -70 kg +70 kg          |

## Résultats

### Podiums masculins
| Épreuves        | Or                                 | Argent                    | Bronze                             |
| --------------- | ---------------------------------- | ------------------------- | ---------------------------------- |
| Moins de 60 kg  | Vugar Chirinli (AZE)               | Anuar Sariyev (KAZ)       | Recep Ciftci (TUR)                 |
| Moins de 60 kg  | Vugar Chirinli (AZE)               | Anuar Sariyev (KAZ)       | Alex Bologa (ROU)                  |
| Moins de 66 kg  | Uchkun Kuranbaev (UZB)             | Sergio Ibáñez Bañón (ESP) | Yujiro Seto (JPN)                  |
| Moins de 66 kg  | Uchkun Kuranbaev (UZB)             | Sergio Ibáñez Bañón (ESP) | Namig Abasli (AZE)                 |
| Moins de 73 kg  | Feruz Sayidov (UZB)                | Temirzhan Daulet (KAZ)    | Rufat Mahomedov (UKR)              |
| Moins de 73 kg  | Feruz Sayidov (UZB)                | Temirzhan Daulet (KAZ)    | Osvaldas Bareikis (LTU)            |
| Moins de 81 kg  | Huseyn Rahimli (AZE)               | Davurkhon Karomatov (UZB) | Eduardo Adrian Avila Sanchez (MEX) |
| Moins de 81 kg  | Huseyn Rahimli (AZE)               | Davurkhon Karomatov (UZB) | Lee Jung-min (KOR)                 |
| Moins de 90 kg  | Vahid Nouri (IRI)                  | Elliot Stewart (GBR)      | Oleksandr Nazarenko (UKR)          |
| Moins de 90 kg  | Vahid Nouri (IRI)                  | Elliot Stewart (GBR)      | Hélios Latchoumanaya (FRA)         |
| Moins de 100 kg | Christopher Skelley (GBR)          | Ben Goodrich (USA)        | Anatolii Shevchenko (RPC)          |
| Moins de 100 kg | Christopher Skelley (GBR)          | Ben Goodrich (USA)        | Sharif Khalilov (UZB)              |
| Plus de 100 kg  | Mohammadreza Kheirollahzadeh (IRI) | Revaz Chikoidze (GEO)     | Choi Gwang-geun (KOR)              |
| Plus de 100 kg  | Mohammadreza Kheirollahzadeh (IRI) | Revaz Chikoidze (GEO)     | Ilham Zakiyev (AZE)                |

### Podiums féminins
| Épreuves       | Or                       | Argent                    | Bronze                     |
| -------------- | ------------------------ | ------------------------- | -------------------------- |
| Moins de 48 kg | Shahana Hajiyeva (AZE)   | Sandrine Martinet (FRA)   | Yuliia Ivanytska (UKR)     |
| Moins de 48 kg | Shahana Hajiyeva (AZE)   | Sandrine Martinet (FRA)   | Viktoriia Potapova (RPC)   |
| Moins de 52 kg | Chérine Abdellaoui (ALG) | Priscilla Gagné (CAN)     | Alesia Stepaniuk (RPC)     |
| Moins de 52 kg | Chérine Abdellaoui (ALG) | Priscilla Gagné (CAN)     | Nataliya Nikolaychyk (UKR) |
| Moins de 57 kg | Sevda Valiyeva (AZE)     | Parvina Samandarova (UZB) | Lúcia Araujo (BRA)         |
| Moins de 57 kg | Sevda Valiyeva (AZE)     | Parvina Samandarova (UZB) | Zeynep Çelik (TUR)         |
| Moins de 63 kg | Khanim Huseynova (AZE)   | Iryna Husieva (UKR)       | Wang Yue (CHN)             |
| Moins de 63 kg | Khanim Huseynova (AZE)   | Iryna Husieva (UKR)       | Nafisa Sheripboeva (UZB)   |
| Moins de 70 kg | Alana Maldonado (BRA)    | Ina Kaldani (GEO)         | Lenia Ruvalcaba (MEX)      |
| Moins de 70 kg | Alana Maldonado (BRA)    | Ina Kaldani (GEO)         | Kazusa Ogawa (JPN)         |
| Plus de 70 kg  | Dursadaf Karimova (AZE)  | Zarina Baibatina (KAZ)    | Carolina Costa (ITA)       |
| Plus de 70 kg  | Dursadaf Karimova (AZE)  | Zarina Baibatina (KAZ)    | Meg Emmerich (BRA)         |

### Tableau des médailles
| Rang  | Nation          | Or | Argent | Bronze | Total |
| ----- | --------------- | -- | ------ | ------ | ----- |
| 1     | Azerbaïdjan     | 6  | 0      | 2      | 8     |
| 2     | Ouzbékistan     | 2  | 2      | 2      | 6     |
| 3     | Iran            | 2  | 0      | 0      | 2     |
| 4     | Grande-Bretagne | 1  | 1      | 0      | 2     |
| 5     | Brésil          | 1  | 0      | 2      | 3     |
| 6     | Algérie         | 1  | 0      | 0      | 1     |
| 7     | Kazakhstan      | 0  | 3      | 0      | 3     |
| 8     | Géorgie         | 0  | 2      | 0      | 2     |
| 9     | Ukraine         | 0  | 1      | 4      | 5     |
| 10    | France          | 0  | 1      | 1      | 2     |
| 11    | Canada          | 0  | 1      | 0      | 1     |
| 11    | Espagne         | 0  | 1      | 0      | 1     |
| 11    | États-Unis      | 0  | 1      | 0      | 1     |
| 14    | RPC             | 0  | 0      | 3      | 3     |
| 15    | Turquie         | 0  | 0      | 2      | 2     |
| 15    | Japon           | 0  | 0      | 2      | 2     |
| 15    | Corée du Sud    | 0  | 0      | 2      | 2     |
| 15    | Mexique         | 0  | 0      | 2      | 2     |
| 19    | Chine           | 0  | 0      | 1      | 1     |
| 19    | Italie          | 0  | 0      | 1      | 1     |
| 19    | Lituanie        | 0  | 0      | 1      | 1     |
| 19    | Roumanie        | 0  | 0      | 1      | 1     |
| Total | Total           | 13 | 13     | 26     | 52    |